# Ian Wolfe
Ian Wolfe (ur. 4 listopada 1896 w Canton, zm. 23 stycznia 1992 w Los Angeles) – amerykański aktor, wystąpił w około 300 filmach. Do 1934 roku pracował w teatrze. Następnie zaczął występować w telewizji jako aktor charakterystyczny. Jego kariera trwała wiele dekad. Ostatni występ miał miejsce w 1990 roku.

## Życie i kariera
Ian Wolfe zagrał w wielu filmach, m.in. w filmie Bunt na Bounty (1935), Sabotaż w reżyserii Alfreda Hitchcocka (1942), w filmie Juliusz Cezar (1953) oraz  Buntownik bez powodu (1955).
Najbardziej znaną rolą Wolfa była rola w filmie Bedlam. Zagrał też w angielskich filmach, ponieważ miał dobrą dykcję dzięki rolom w teatrze. Zagrał m.in. w serialu Sherlock Holmes (1939-1946), w filmie Sherlock Holmes i tajny szyfr (1946), oraz w filmie Świadek oskarżenia (1957).
Wolfe zagrał rolę lekarza w jednym odcinku (Six Gun's Legac), I sezonu serialu  The Lone Ranger (1949). 
Pojawił się też w 2 odcinkach serialu Star Trek w odcinku Bread and Circuses (1968) w roli Septimusa i w odcinku All Our Yesterday w roli Mr Atoz. Kolejną jego znaną serialową rolą jest rola czarnoksiężnika w serialu Wizards and Warriors (1983). Zawsze wyglądał na starszego niż był w rzeczywistości i przydzielane mu były role dojrzałych lub starszych osób już w jego młodym wieku m.in. w filmie Mad Love (1935) zagrał rolę teścia postaci granej przez Colina Clive'a, gdy był tylko o 5 lat od niego starszy.  W filmie Houdini (1953) ostrzegł magika, aby nie praktykował seansów okultystycznych, dodając: posłuchaj rady starego człowieka. Wolfe grał czynnie do późnej starości. Zagrał w serialu Niesamowite historie w reżyserii Stevena Spielberga (sezon I odcinek 24 pt. Duch dziadka). Jego ostatnią rolą była rola w filmie Dick Tracy (1990).
Był ochotnikiem medycznym na frontach I wojny światowej.

## Wybrana filmografia
- 1935: Kruk